# Feicheng
Feicheng is een stad in de prefectuur Tai'an in het westen van de noordoostelijke provincie Shandong, Volksrepubliek China.
Bij de volkstelling van 2020 had de stad 600.866 inwoners.